# Willa Wernera w Göteborgu
Willa Wernera w Göteborgu (szw. Wernerska villan) - zabytkowa neorenesansowa willa w dzielnicy Göteborga Lorensberg, mieszcząca się przy Parkgatan 25. Wcześniej znana pod nazwą Vita Palatset - Biały Pałac.
Projekt rezydencji wykonał szwedzki architekt Adrian Crispin Peterson na zlecenie kupca Olofa Wijka. Trzykondygnacyjna, neorenesansowa willa z cegły, powstała w latach 1886-1889. Budynek ozdobiony granitowymi kolumnami i udekorowany medalionami oraz mitologicznymi płaskorzeźbami, o boniowanej dolnej kondygnacji, uchodził za najbardziej reprezentacyjny w Göteborgu, zaraz po budynku giełdy - Börsen. W rezydencji gościł król Oskar II.

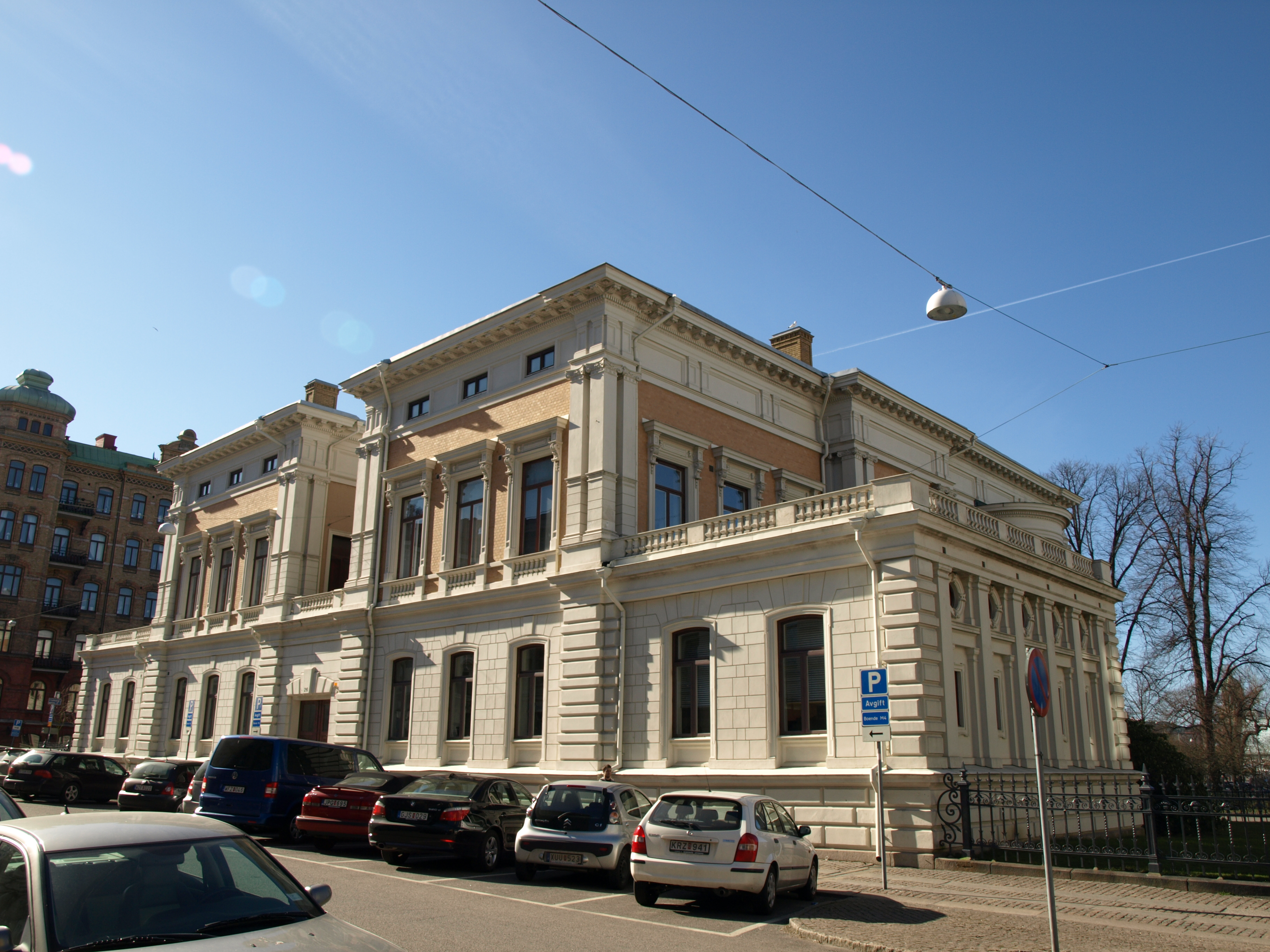
Willa Wernera

Po śmierci Olofa Wijka, w posiadanie willi wszedł jego najstarszy syn, Carl Olof. Po jego przeprowadzce do Londynu, właścicielem domu został młodszy syn Olofa, kapitan Hakon Wijk.
W 1915 willę kupił przedsiębiorca Gustaw Werner z AB Werner & Carlström (przedsiębiorstwo zajmujące się importem i sprzedażą bawełny oraz wełny) i urządził ją w stylu secesyjnym.
Werner zmarł w 1948, a w testamencie budynek przepisał miastu Göteborg. Willa mogła jednak wejść w posiadanie miasta dopiero po śmierci jego dwóch sióstr, Hildy i Marii. Maria zmarła w 1956 r. w wieku 103. lat, a Hilda rok później, w wieku lat 94. Willa Wernera od lat 50. XX w. jest własnością miasta.
Obecnie w willi mieszczą się biura organizacji Västsvenska Industri- och Handelskammaren, fundacji Hasselblad center oraz pracowni architektonicznej.
Willa Wernera od 1968 r. widnieje w szwedzkim rejestrze zabytków